# Värings landskommun
Värings landskommun var en tidigare kommun i dåvarande Skaraborgs län.

## Administrativ historik
Kommunen inrättades i Värings socken i Vadsbo härad i Västergötland när 1862 års kommunalförordningar trädde i kraft.  
Vid kommunreformen 1952 uppgick landskommunen i Binnebergs landskommun som 1971 uppgick i Skövde kommun.

## Politik

### Mandatfördelning i Värings landskommun 1942-1946
| 7 | 5 | 1 | 2 |

| 15 |

| 6 | 9 |

| 15 |